# Jon Butterworth
Jonathan Mark Butterworth es un catedrático de física en University College London (UCL) que trabaja en el experimento ATLAS en el Gran Colisionador de Hadrones (LHC) del CERN. Su libro de divulgación científica Smashing Physics, publicado en 2014, cuenta la historia de la búsqueda del bosón de Higgs. También contribuye a la divulgación como autor de una columna de periódico / blog denominada Life and Physics, publicada por The Guardian. 

## Temprana edad y educación
Butterworth se crio en Mánchester y se educó en Wright Robinson High School en Gorton y Shena Simon Sixth Form College . Estudió Física en la Universidad de Oxford, obteniendo una Licenciatura en Artes en 1989 y un Doctorado en Física de Partículas en 1992. Su investigación de doctorado utilizó el detector de partículas ZEUS para investigar la supersimetría que viola la paridad R en el Acelerador de anillo Hadron-Electron (HERA) en el Deutsches Elektronen-Synchrotron (DESY) en Hamburgo, y fue supervisado por Doug Gingrich  y Herbert K. Dreiner .

## Investigación y trayectoria profesional
Butterworth trabaja actualmente como investigador en física de partículas, en particular en el experimento ATLAS en el Gran Colisionador de Hadrones del CERN. Su trabajo de investigación permite conocer cómo es la naturaleza en las escalas más pequeñas y en los mayores niveles de energía - estas son las leyes fundamentales de la física. Esta rama de la física es de especial relevancia para poder entender los instantes posteriores al Big Bang. Entre sus colaboradores se incluyen Brian Cox y Jeff Forshaw, y ha supervisado y co-supervisado numerosos candidatos a doctorado de éxito como parte del experimento ATLAS, ZEUS y HERA.

## Premios y honores
Butterworth recibió el prestigioso Premio al Mérito de Investigación Wolfson de la Royal Society en 2009 y fue preseleccionado para el Premio Aventis de la Royal Soicety en 2015 por su libro Smashing Physics.  El Instituto de Física (IOP) le otorgó la Medalla y Premio James Chadwick en 2013. 
Smashing Physics también fue preseleccionado como Libro del Año por Physics World en 2014.[cita requerida]